# Lucas Prisor
Lucas Prisor (Hannover, 23 de septiembre de 1983) es un actor alemán.

## Biografía
Prisor nació en Hannover, y estudió un año en Nueva York. Después de graduarse, estudió actuación en Leipzig. Luego, ha trabajado en películas, especialmente en el cine francés con directores famosos. Además fue visto en obras de teatros muy importantes como Lear (ópera), Nathan el Sabio y Un tranvía llamado Deseo (obra de teatro)

## Teatro
- 2009: "Das Abenteuerliche Herz: Droge und Rausch" dirigida por Martin Wuttke (Berliner Ensemble)
- 2009: "Trilogie der schönen Ferienzeit" dirigida por Claus Peymann (Berliner Ensemble)
- 2009: "Leonce y Lena" dirigida por Robert Wilson (director) (Berliner Ensemble)
- 2009: "Nathan el Sabio" dirigida por Claus Peymann (Berliner Ensemble)
- 2010: "Edipo en Colono (Sacchini)" dirigida por Peter Stein (Salzburger Festspiele)
- 2011: "Un tranvía llamado Deseo (obra de teatro)" dirigida por Thomas Langhoff (Berliner Ensemble)
- 2011: "Die Sonne" dirigida por Olivier Py (Volksbühne Berlin y Teatro del Odéon París)
- 2016: "Lear (ópera)" dirigida por Calixto Bieito (Ópera de París)[1]